# Edmond Depontieu
Edmond Aloïs Louis Depontieu (Roeselare, 10 augustus 1869 - Menen, 31 januari 1940) was een Belgisch senator.

## Levensloop
Edmond Depontieu was meester-kleermaker. In 1926 werd hij verkozen tot gemeenteraadslid van Menen.
Hij was toen al twee jaar verkozen tot senator voor het arrondissement Kortrijk-Ieper. Hij vervulde dit mandaat tot in 1939, vanaf 1929 als provinciaal senator.